# Azil
Azil je pravo političkog izbjeglice na utočište u nekoj stranoj državi. Općenito, azil predstavlja svako sklonište pred progonom, neprilikom, bolešću, starošću, često u formi institucije (utočište za nezbrinutu djecu, starce, siromahe i beskućnike). Pravo na azil spada među temeljna ljudska prava, a određeno je Općom deklaracijom o pravima čovjeka u 14. članku, prema kojem ovo pravo mogu tražiti i u njemu uživati osobe koje su prebjegle u drugu zemlju zbog različitih vrsta progona u zemlji porijekla. Ovo pravo ne mogu tražiti osobe koje su u svojim zemljama tražene radi nepolitičkih prijestupa ili zbog djela suprotnih ciljevima i načelima Ujedinjenih naroda.
Pravo na azil imaju izbjeglice, kojima je takav status priznat međunarodnim pravom (čl. 1. Ženevske konvencije o položaju izbjeglica iz 1951. godine), te svi koji se nalaze izvan vlastite zemlje i u nju se ne mogu vratiti zbog osnovanog straha da bi ondje mogli biti podvrgnuti nasilju ili progonima. Priznanje takvog pravnog statusa ostvaruje se u zemljama koje su potpisale posebne sporazume s Ujedinjenim narodima, ili status priznaje UNHCR. U tom smislu, politički azil je poseban slučaj prava na azil. Riječ je o azilu za osobe koje su progonjene zbog svojih političkih ideja.
Pravo na azil zajamčeno je i čl. 18. Povelje o temeljenim pravima Europske unije.

## U Republici Hrvatskoj
U Republici Hrvatskoj azil dobiva izbjeglica temeljem akta nadležnog tijela kojim se udovoljava zahtjevu dotične osobe za priznavanje azila.
Pravo na azil može se priznati strancu koji se nalazi izvan svoje zemlje porijekla, a temeljem osnovanog straha od proganjanja zbog rasne, vjerske ili nacionalne pripadnosti, zbog pripadnosti nekoj društvenoj skupini ili političkog mišljenja, ako se ne može ili se zbog straha ne želi staviti pod zaštitu dotične zemlje. Isto pravo imaju i osobe bez državljanstva koje se nalaze izvan zemlje prethodnog boravišta, te se ne mogu ili iz osnovanog straha ne žele vratiti u tu zemlju.